# 次級撞擊坑

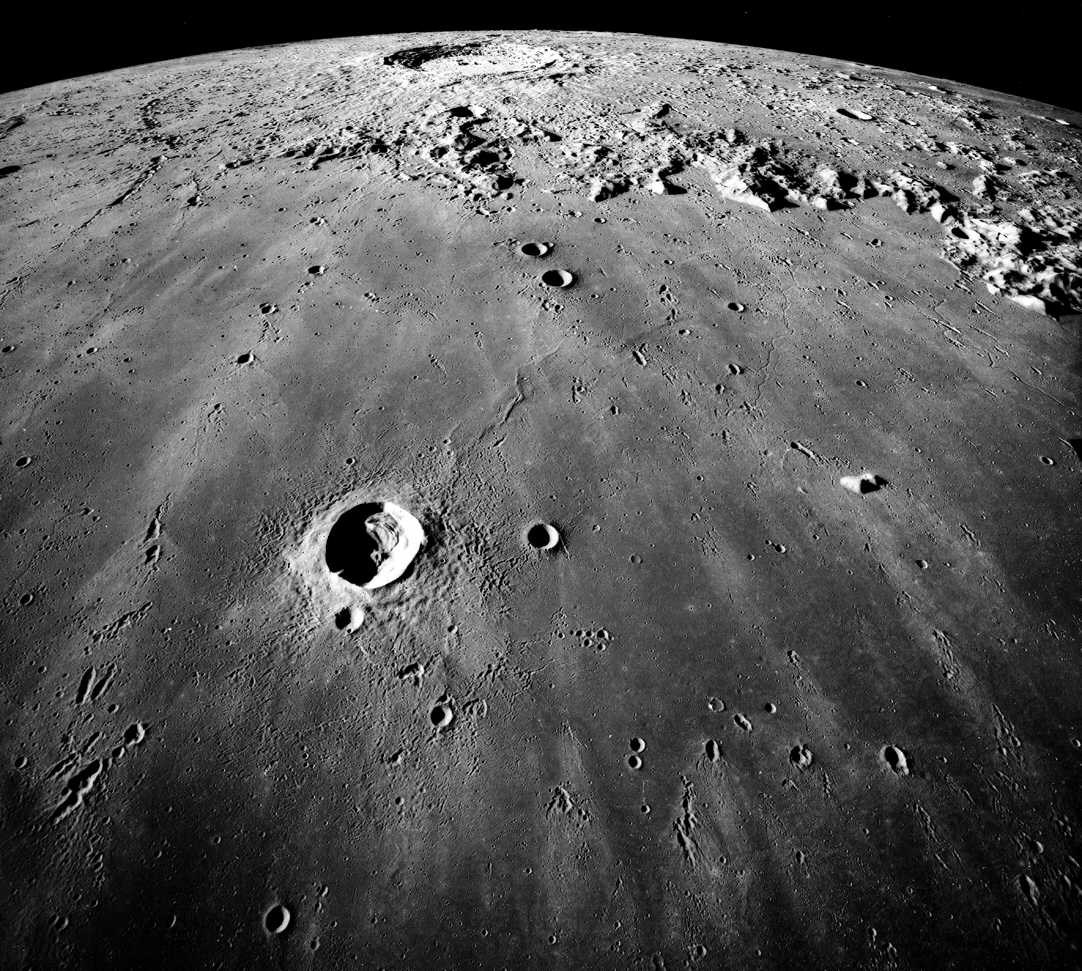
雨海（前景）內可找到形成哥白尼环形山（上方中間）時噴發物造成的次級撞擊坑。

次級撞擊坑是形成較大撞擊坑時的噴發物落在行星表面形成的較小撞擊坑。這些撞擊坑有時候會形成輻射狀的鏈坑。地球因為風化等侵蝕作用，次級撞擊坑難以保留，但在風化作用少的月球、火星等天體可大量發現。

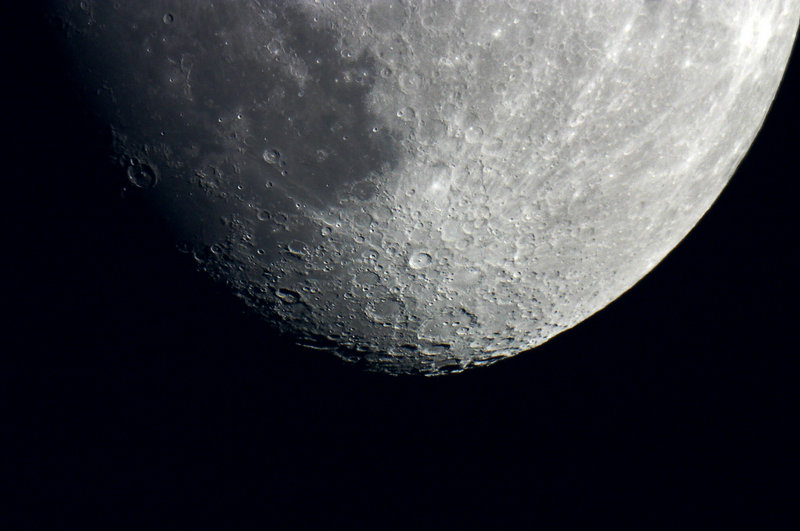
第谷坑外圍有相當明顯的射紋系統，尤其在滿月時明顯可見。

## 外部連結
- Some secondary craters and crater chains as seen by the Apollo missions （页面存档备份，存于）